# Burnaby
Burnaby là một thành phố thuộc tỉnh British Columbia, Canada, nằm ngay ở phía đông của Vancouver. Đây là thành phố lớn thứ ba tại British Columbia về dân số, chỉ đứng sau hai thành phố lân cận là Vancouver và Surrey. Burnaby được hợp thành vào năm 1892 và có được vị thế thành phố vào năm 1992. Thành phố là nơi đặt trụ sở của chính quyền khu vực hành chính Đại Vancouver.

## Lịch sử
Khi hợp thành, các thị dân của khu tự quản nhất trí lựa chọn tên gọi theo nhà lập pháp và thám hiểm Robert Burnaby, ông là thư ký riêng của đại tá Richard Moody, ủy viên hội đồng địa phương đầu tiên của Thuộc địa British Columbia vào giữa thế kỷ 19. Năm 1859, Robert Burnaby khảo sát hồ nước ngọt gần nơi mà nay là trung tâm địa lý của thành phố, Moody đặt tên cho hồ là Burnaby.
Trong vòng 30 đến 40 năm sau khi hợp thành, sự phát triển của Burnaby chịu ảnh hưởng do nó có vị trí nằm giữa các trung tâm đô thị đang mở rộng của Vancouver và New Westminster. Đầu tiên, Burnaby là một khu vực nông nghiệp nông thôn cung cấp cho các thị trường lân cận. Sau đó, khu vực là một hành lang giao thông quan trọng giữa Vancouver, Thung lũng sông Fraser và phần Nội lục của tỉnh. Do Vancouver mở rộng và trở thành một đại đô thị, Burnaby trở thành một trong các khu vực ngoại ô nhà ở cấp một của Vancouver, cùng với thành phố North Vancouver và huyện North Vancouver, và Richmond. Burnaby biến đổi đặc điểm theo thời gian từ nông thôn đến ngoại ô rồi đô thị.

## Nhân khẩu
Theo tổng điều tra nhân khẩu Canada năm 2011, dân số Burnaby là 223.218, tăng 10,1% so với năm 2006. Mật độ dân số của thành phố là 2.463,5 người/km². Độ tuổi trung bình của dân cư là 39,8, trong khi độ tuổi trung bình của dân cư Canada là 40,6. Thành phố có 91.383 nhà ở tư hữu, chiếm tỷ lệ 95%. Theo điều tra nhà ở quốc gia năm 2011, giá trung bình một nhà ở tại Burnaby là $600.941, trong khi giá trung bình toàn quốc là $280.552.
Burnaby là một trong tám thành phố trên 100.000 dân tại Canada không có nhóm chủng tộc đa số. Thành phần chủng tộc tại Burnaby là:
- 39,1% người Da trắng
- 36,0% người Đông Á; 30,8% người Hoa, 3,5% người Hàn, 1,7% người Nhật
- 7,9% người Nam Á; 7,1% người Ấn Độ
- 7,7% người Đông Nam Á; 5,9% người Philippines
- 2,0% người Tây Á
- 1,7% người Mỹ Latinh
- 1,6% người Da đen
- 1,5% người nguyên trú; 0,9% các dân tộc Trước tiên, 0,5% Metis
- 0,7% người Ả Rập
- 1,8% người đa chủng; 2,3% gồm cả Metis
- 0,2% khác

Thành phần tôn giáo của dân cư Burnaby:
- 35.3% không liên kết tôn giáo
- 21,3% Công giáo La Mã
- 19,9% Tin Lành
- 6,1% Cơ Đốc giáo khác
- 4,9% Phật giáo
- 4,8% Hồi giáo
- 2,9% Sikh giáo
- 2,3% Chính Thống giáo
- 1,5% Ấn Độ giáo
- 0,4% các tôn giáo Đông phương khác
- 0,3% các tôn giáo khác
- 0,3% Do Thái giáo

## Địa lý
Burnaby có diện tích 98,60 km² và nằm tại trung tâm địa lý của khu vực Đại Vancouver. Thành phố nằm giữa Vancouver ở phía tây và Port Moody, Coquitlam, cùng New Westminster ở phía đông, Burnaby giáp với vịnh Burrard và sông Fraser tương ứng ở phía bắc và phía nam. Ba thành phố Burnaby, Vancouver và New Westminster chiếm lớn bán đảo Burrard. Độ cao của Burnaby thay đổi từ mực nước biển đến tối cao là 370 mét (tại đỉnh núi Burnaby. Do độ cao, thành phố Burnaby có nhiều tuyết hơn một chút trong các tháng mùa đông so với Vancouver hay Richmond. Nhìn chung, quang cảnh tự nhiên của Burnaby gồm các đồi, đỉnh, thung lũng và một đồng bằng phù sa. Đặc điểm của đất và vị trí tương đối của chúng có ảnh hưởng đối với các địa điểm, loại hình phát triển trong thành phố.
Burnaby là nơi có nhiều hãng công nghiệp và thương nghiệp. Trung tâm thương nghiệp lớn nhất British Columbia là Metropolis at Metrotown nằm tại Burnaby. Ngoài ra, tỷ lệ đất công viên cho cư dân của Burnaby nằm vào hàng cao nhất Bắc Mỹ, và thành phố vẫn còn một số đất nông nghiệp.
| Dữ liệu khí hậu của Burnaby (Đại học Simon Fraser) 1981−2010 | Dữ liệu khí hậu của Burnaby (Đại học Simon Fraser) 1981−2010 | Dữ liệu khí hậu của Burnaby (Đại học Simon Fraser) 1981−2010 | Dữ liệu khí hậu của Burnaby (Đại học Simon Fraser) 1981−2010 | Dữ liệu khí hậu của Burnaby (Đại học Simon Fraser) 1981−2010 | Dữ liệu khí hậu của Burnaby (Đại học Simon Fraser) 1981−2010 | Dữ liệu khí hậu của Burnaby (Đại học Simon Fraser) 1981−2010 | Dữ liệu khí hậu của Burnaby (Đại học Simon Fraser) 1981−2010 | Dữ liệu khí hậu của Burnaby (Đại học Simon Fraser) 1981−2010 | Dữ liệu khí hậu của Burnaby (Đại học Simon Fraser) 1981−2010 | Dữ liệu khí hậu của Burnaby (Đại học Simon Fraser) 1981−2010 | Dữ liệu khí hậu của Burnaby (Đại học Simon Fraser) 1981−2010 | Dữ liệu khí hậu của Burnaby (Đại học Simon Fraser) 1981−2010 | Dữ liệu khí hậu của Burnaby (Đại học Simon Fraser) 1981−2010 |
| Tháng                                                        | 1                                                            | 2                                                            | 3                                                            | 4                                                            | 5                                                            | 6                                                            | 7                                                            | 8                                                            | 9                                                            | 10                                                           | 11                                                           | 12                                                           | Năm                                                          |
| ------------------------------------------------------------ | ------------------------------------------------------------ | ------------------------------------------------------------ | ------------------------------------------------------------ | ------------------------------------------------------------ | ------------------------------------------------------------ | ------------------------------------------------------------ | ------------------------------------------------------------ | ------------------------------------------------------------ | ------------------------------------------------------------ | ------------------------------------------------------------ | ------------------------------------------------------------ | ------------------------------------------------------------ | ------------------------------------------------------------ |
| Cao kỉ lục °C (°F)                                           | 16.5 (61.7)                                                  | 18.5 (65.3)                                                  | 23.0 (73.4)                                                  | 28.0 (82.4)                                                  | 33.0 (91.4)                                                  | 31.1 (88.0)                                                  | 34.0 (93.2)                                                  | 33.9 (93.0)                                                  | 34.5 (94.1)                                                  | 26.5 (79.7)                                                  | 19.4 (66.9)                                                  | 16.1 (61.0)                                                  | 34.5 (94.1)                                                  |
| Trung bình ngày tối đa °C (°F)                               | 5.8 (42.4)                                                   | 6.8 (44.2)                                                   | 9.3 (48.7)                                                   | 12.4 (54.3)                                                  | 15.6 (60.1)                                                  | 18.2 (64.8)                                                  | 21.2 (70.2)                                                  | 21.2 (70.2)                                                  | 18.0 (64.4)                                                  | 12.0 (53.6)                                                  | 7.5 (45.5)                                                   | 5.1 (41.2)                                                   | 12.7 (54.9)                                                  |
| Trung bình ngày °C (°F)                                      | 3.6 (38.5)                                                   | 4.3 (39.7)                                                   | 6.2 (43.2)                                                   | 8.7 (47.7)                                                   | 11.8 (53.2)                                                  | 14.4 (57.9)                                                  | 17.0 (62.6)                                                  | 17.2 (63.0)                                                  | 14.6 (58.3)                                                  | 9.5 (49.1)                                                   | 5.3 (41.5)                                                   | 2.9 (37.2)                                                   | 9.6 (49.3)                                                   |
| Tối thiểu trung bình ngày °C (°F)                            | 1.4 (34.5)                                                   | 1.7 (35.1)                                                   | 3.1 (37.6)                                                   | 4.9 (40.8)                                                   | 7.9 (46.2)                                                   | 10.5 (50.9)                                                  | 12.7 (54.9)                                                  | 13.2 (55.8)                                                  | 11.1 (52.0)                                                  | 7.0 (44.6)                                                   | 3.0 (37.4)                                                   | 0.8 (33.4)                                                   | 6.5 (43.7)                                                   |
| Thấp kỉ lục °C (°F)                                          | −13.9 (7.0)                                                  | −14 (7)                                                      | −8 (18)                                                      | −3.3 (26.1)                                                  | −0.5 (31.1)                                                  | 3.9 (39.0)                                                   | 5.0 (41.0)                                                   | 3.3 (37.9)                                                   | 2.0 (35.6)                                                   | −7 (19)                                                      | −14 (7)                                                      | −19.4 (−2.9)                                                 | −19.4 (−2.9)                                                 |
| Lượng Giáng thủy trung bình mm (inches)                      | 280.9 (11.06)                                                | 178.4 (7.02)                                                 | 182.1 (7.17)                                                 | 154.4 (6.08)                                                 | 120.0 (4.72)                                                 | 101.4 (3.99)                                                 | 64.7 (2.55)                                                  | 64.5 (2.54)                                                  | 92.2 (3.63)                                                  | 210.1 (8.27)                                                 | 311.6 (12.27)                                                | 249.8 (9.83)                                                 | 2.009,9 (79.13)                                              |
| Lượng mưa trung bình mm (inches)                             | 256.5 (10.10)                                                | 163.2 (6.43)                                                 | 171.2 (6.74)                                                 | 152.7 (6.01)                                                 | 119.9 (4.72)                                                 | 101.4 (3.99)                                                 | 64.7 (2.55)                                                  | 64.5 (2.54)                                                  | 92.2 (3.63)                                                  | 209.8 (8.26)                                                 | 303.6 (11.95)                                                | 220.8 (8.69)                                                 | 1.920,7 (75.62)                                              |
| Lượng tuyết rơi trung bình cm (inches)                       | 24.3 (9.6)                                                   | 15.1 (5.9)                                                   | 10.9 (4.3)                                                   | 1.7 (0.7)                                                    | 0.1 (0.0)                                                    | 0.0 (0.0)                                                    | 0.0 (0.0)                                                    | 0.0 (0.0)                                                    | 0.0 (0.0)                                                    | 0.2 (0.1)                                                    | 8.0 (3.1)                                                    | 29.0 (11.4)                                                  | 89.3 (35.2)                                                  |
| Số ngày giáng thủy trung bình (≥ 0.2 mm)                     | 20.5                                                         | 16.2                                                         | 18.9                                                         | 16.1                                                         | 14.9                                                         | 13.5                                                         | 7.4                                                          | 6.8                                                          | 10.3                                                         | 17.1                                                         | 21.6                                                         | 19.8                                                         | 183.1                                                        |
| Số ngày mưa trung bình (≥ 0.2 mm)                            | 18.1                                                         | 14.7                                                         | 18.3                                                         | 16.0                                                         | 14.9                                                         | 13.5                                                         | 7.4                                                          | 6.8                                                          | 10.3                                                         | 17.0                                                         | 21.0                                                         | 17.3                                                         | 175.4                                                        |
| Số ngày tuyết rơi trung bình (≥ 0.2 cm)                      | 4.0                                                          | 2.5                                                          | 2.0                                                          | 0.54                                                         | 0.04                                                         | 0.0                                                          | 0.0                                                          | 0.0                                                          | 0.0                                                          | 0.09                                                         | 1.8                                                          | 4.5                                                          | 15.5                                                         |
| Nguồn: Environment Canada                                    |                                                              |                                                              |                                                              |                                                              |                                                              |                                                              |                                                              |                                                              |                                                              |                                                              |                                                              |                                                              |                                                              |

## Thành phố anh em
Burnaby có bốn thành phố anh em (hay thành phố kết nghĩa):
- Trung Sơn, Quảng Đông, Trung Quốc
- Kushiro, Hokkaido, Nhật Bản
- Mesa, Arizona, Hoa Kỳ
- Hwaseong, Gyeonggi, Hàn Quốc